# 알폰소 카노
기예르모 레온 사엔스(Guillermo León Sáenz Vargas, 1948년 7월 22일 ~ 2011년 11월 4일)는 알폰소 카노(Alfonso Cano)로 알려진 콜롬비아 무장혁명군(FARC)의 최고지도자이다. 2008년 3월에 콜롬비아 혁명군의 창설자 마누엘 마루란다(Manuel Marulanda Vélez)가 심장마비로 사망한 뒤에 최고지도자에 올랐고 2011년 11월 4일에 콜롬비아 정부군에 의하여 사살되었다.

## 같이 보기
- 콜롬비아 무장혁명군